# Quase estrela
Uma quase-estrela (também chamada estrela-buraco negro) é um tipo hipotético de estrela extremamente massiva que pode ter existido nos primórdios da história do Universo. Diferentemente das estrelas modernas, que são mantidas pela fusão nuclear em seus núcleos, a energia de uma quase-estrela viria de um material dragado por um buraco negro central.

## Formação e propriedades

Comparação do tamanho de uma quase-estrela com várias estrelas gigantes conhecidas, incluindo as maiores estrelas conhecidas.

Prevê-se que uma quase-estrela se forme quando o núcleo de uma protoestrela de grandes dimensões entra em colapso, se tornando um buraco negro durante sua formação, e as camadas mais externas são massivas o bastante para absorver a implosão de energia sem ser repelidas para fora (como acontece com as atuais supernovas). Uma estrela desse tipo teria que possuir no mínimo mil vezes a massa do Sol. Estrelas com essas dimensões só poderiam se formar nos primórdios da história do Universo, antes de o hidrogênio e o hélio serem contaminados por elementos mais pesados.
Uma vez que o buraco negro tenha se formado no núcleo da protoestrela, ela continuaria gerando uma grande quantidade de energia radiativa a partir da absorção de material estelar adicional. Essa energia contrabalançaria a força da gravidade do buraco negro, criando um equilíbrio similar àquele que sustenta as estrelas atuais, que geram energia através da fusão nuclear. É previsto que uma quase-estrela tenha um tempo de vida de aproximadamente um milhão de anos, período após o qual o núcleo do buraco negro já se expandira para dezenas de milhares de massas solares. Sugeriu-se que essas buracos negros de massa intermediária sejam a origem dos atuais buracos negros supermassivos. Prevê-se também que as quase-estrelas tenham temperatura superficial comparável à do Sol, mas, com diâmetros de aproximadamente dez bilhões de quilômetros ou mais de sete mil vezes o diâmetro do Sol, cada quase-estrela produziria uma emissão luminosa comparável à de uma pequena galáxia.